# Man (stad)
Man is een stad en departement met 172.867 inwoners (2010), in de regio Dix-Huit Montagnes in het westen van Ivoorkust, niet ver van de grens met Liberia en Guinee. Man is de hoofdstad van de regio Dix-Huit Montagnes en kreeg ook de bijnaam Cité des Dix-Huit Montagnes (stad van de achttien bergen).
De stad heeft een oppervlakte van 4140 km² en is grotendeels omgeven door bergen. De stad ligt ten zuiden van de Monts du Toura.
Man werd gesticht in 1911 door de Franse kapitein Paul Blondiaux en werd genoemd naar een eerdere nederzetting van de Dan op een heuvel boven de nieuwe nederzetting. De grootste bevolkingsgroep zijn de Dan, maar er leven ook Toura, Wobe, Guéré, Mahou, Malinké, Koyaka, Sénoufo en Baoulé. Verder leven er ook migranten uit de buurlanden van Ivoorkust.
De stad is een regionaal handelscentrum. Rond de stad wordt vooral landbouw bedreven met de teelt van cacao en koffie als voornaamste handelsgewassen. In de ondergrond is er ijzererts en nikkel.
In Man zijn er verschillende toeristische attracties:
- Watervallen van Zadepleu
- Forêt sacrée de Gbepleu (woud)
- Tonkpi (berg)
- Dent de Man (rots)

Man is sinds 1968 de zetel van een rooms-katholiek bisdom.

## Foto's

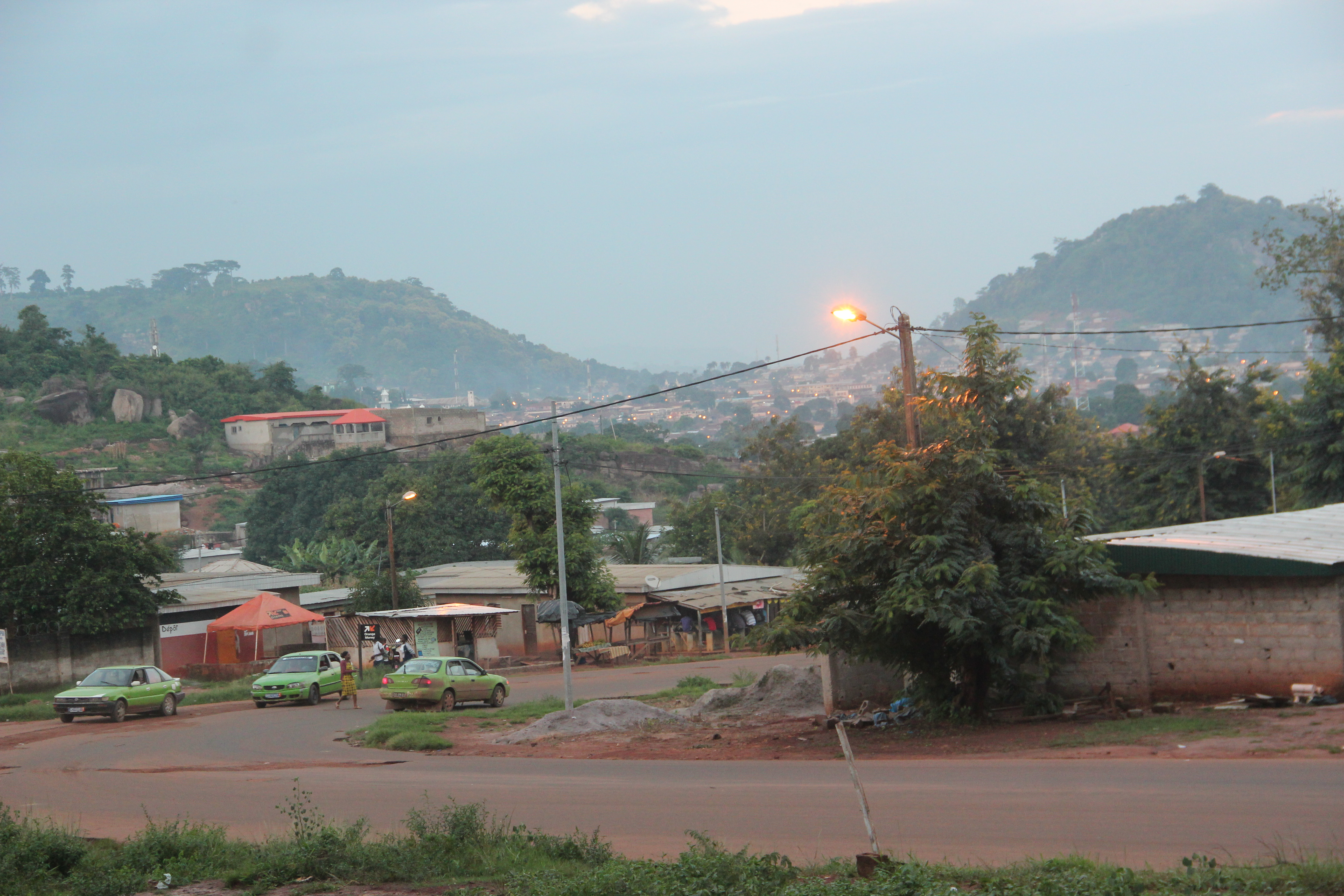
Zicht op Man
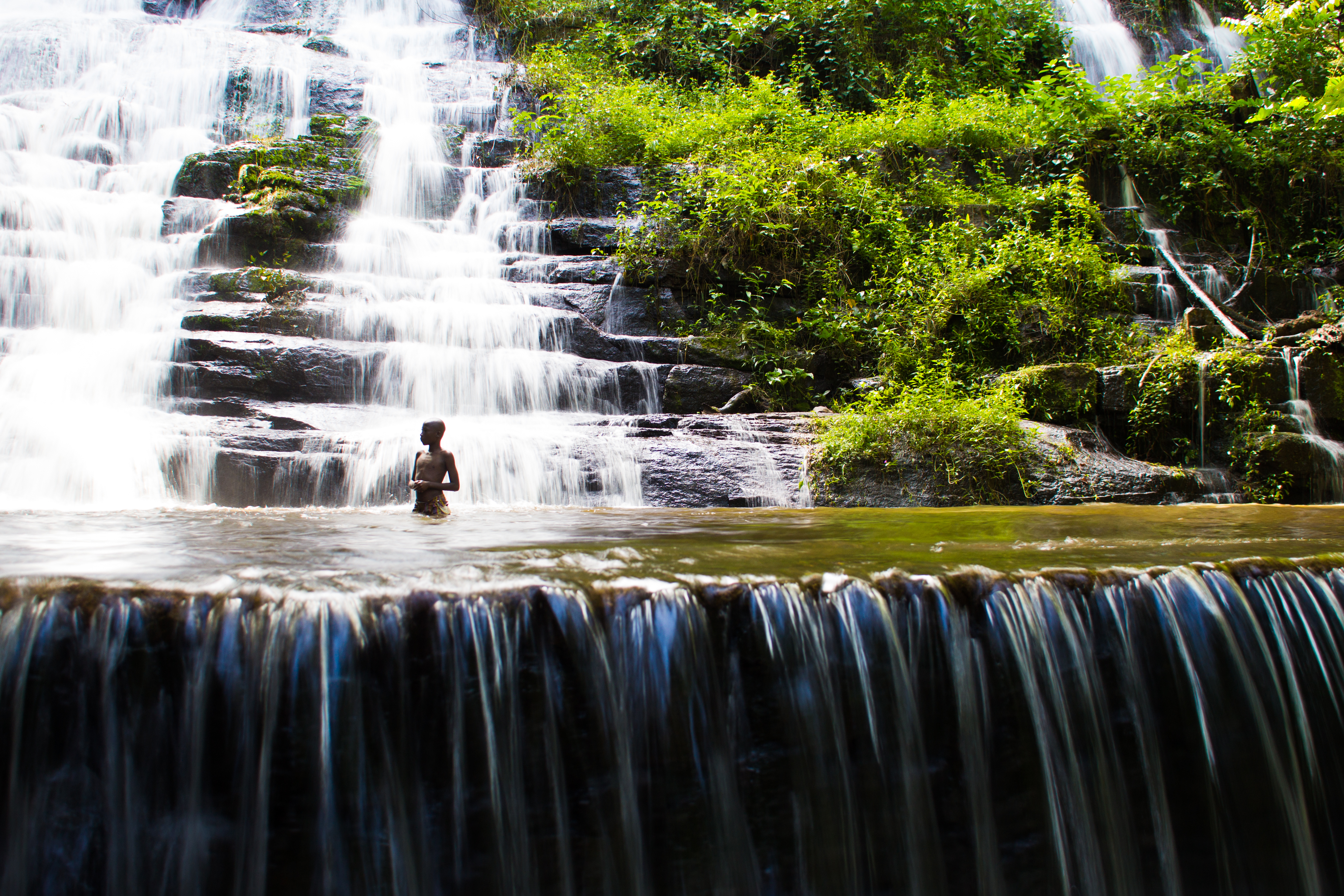
Watervallen van Zadepleu
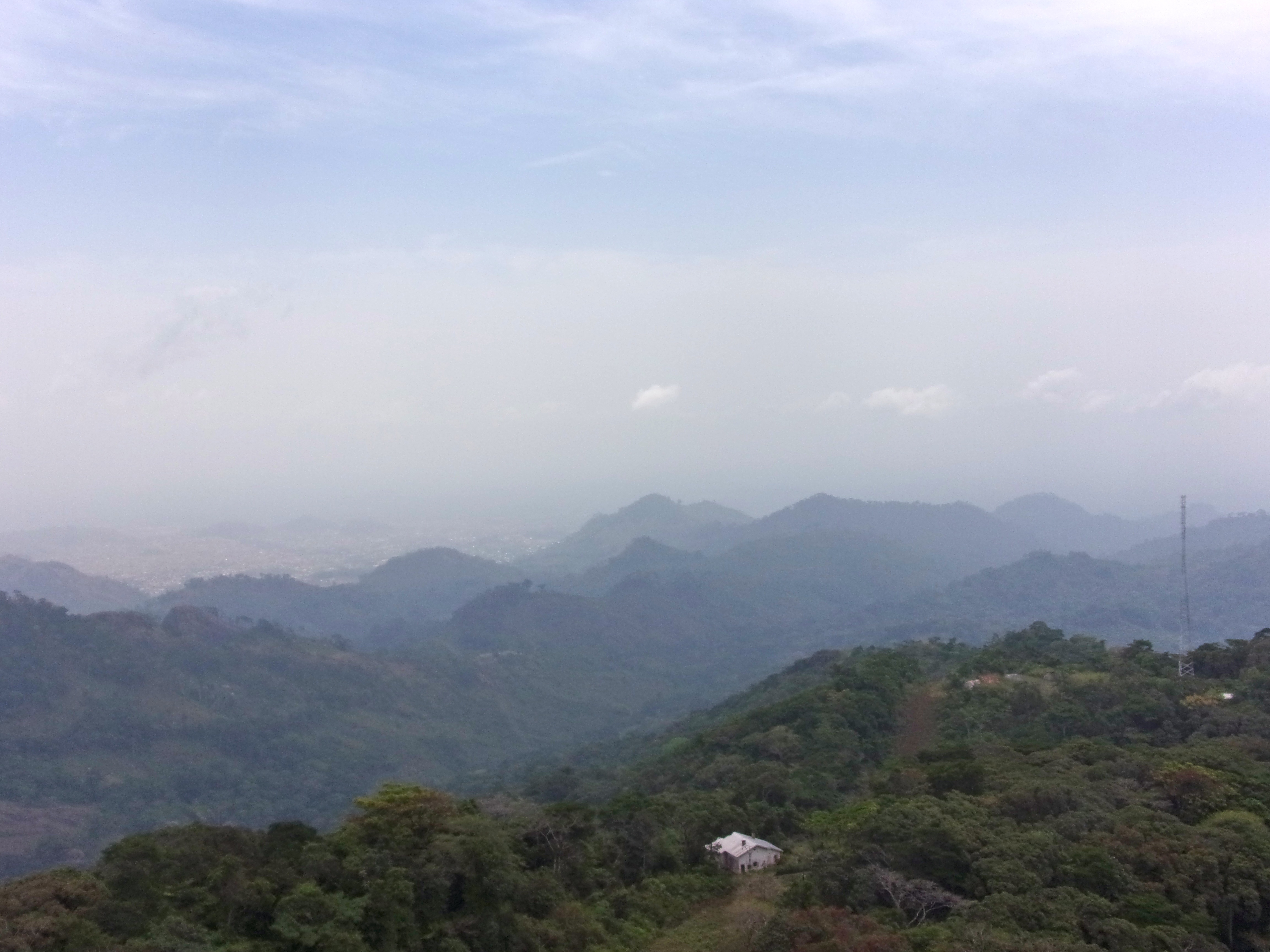
De bergen rond de stad
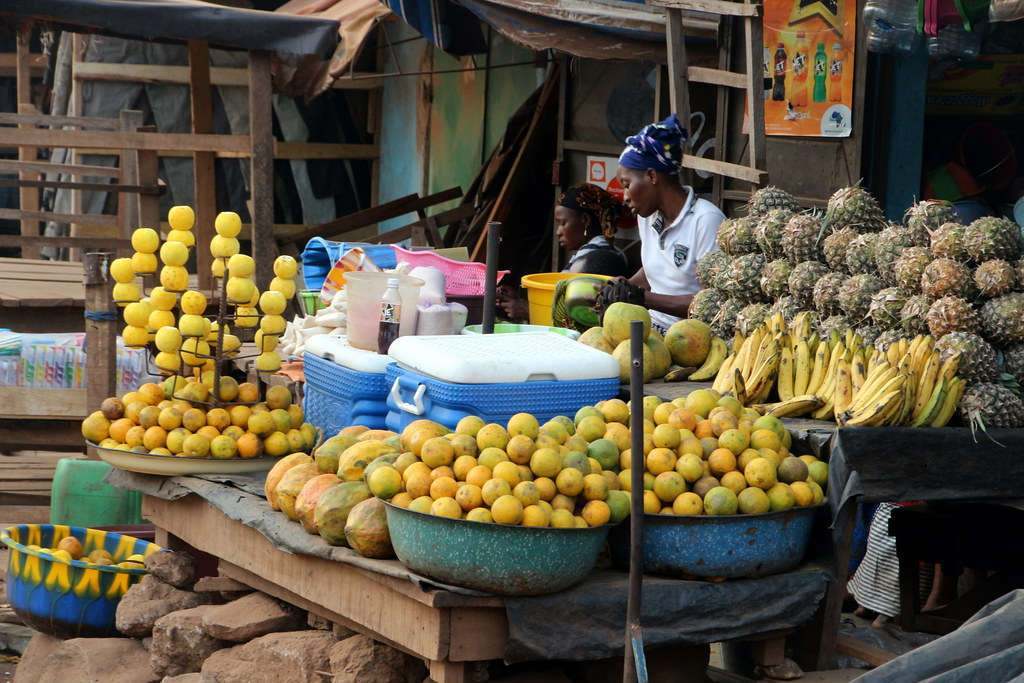
Markt

## Geboren
- Jean-Jacques Domoraud (1981), voetballer
- Yann Gboho (2001), Frans voetballer